# ساندي بيل (لاعب كريكت)
ساندي بيل (15 أبريل 1906 في جنوب أفريقيا - 1 أغسطس 1985) (بالإنجليزية: Sandy Bell)‏ هو لاعب كريكت جنوب أفريقي. شارك مع منتخب جنوب أفريقيا الوطني للكريكت.

## وصلات خارجية
- ساندي بيل على موقع إي آس بي آن كريك إنفو (الإنجليزية)